# Viradouro
Viradouro este un oraș în São Paulo (SP), Brazilia.